# James Craig
James Craig, primer vizconde de Craigavon (Belfast, 8 de enero de 1871 - Glencraig, Condado de Down, 24 de noviembre de 1940), fue un político irlandés unionista, líder de Partido Unionista del Úlster. Fue el primer primer ministro de Irlanda del Norte
Muchos le consideran el padre fundador de la nación, que presidió desde que se celebraron las primeras elecciones norirlandesas (1921) hasta el momento mismo de su propia muerte (1940). Fundó también de la UVF en 1912, cuyos ideales y nombre reeditó posteriormente la Fuerza de Voluntarios del Úlster.
Destacado miembro de la Orden de Orange y destacado servidor de la causa protestante unionista frente a los intentos rupturistas de los católicos del Úlster.